# Seznam čeških dramatikov
Seznam čeških dramatikov.

## A
- Luděk Archleb
- Ludvík Aškenazy

## B
- Karel Balák
- Eugen Bartoš
- Felix Bartoš
- Jan Bartoš
- Jan Bor
- Emanuel Bozdech
- Emil František Burian

## Č
- Vaclav Čejka
- Lubomír Černík

## D
- Oldřich Daněk
- Radka Denemarková
- Pavel Dostál?
- Jan Drda
- Jaroslav Durych
- Arnošt Dvořák
- Viktor Dyk

## F
- Martin Františák

## H
- Vitězslav Hálek
- Karel Hašler
- Václav Havel
- Jaroslav Hilbert
- František Hrubin
- Václav Hudeček

## J
- Růžena Jesenská
- Alois Jirásek

## K
- Josef Kainar
- Václav Kliment Klicpera
- Ivan Klíma
- Ladislav Klíma
- Pavel Kohout
- Jan Krstnik Kühnl
- Ludvík Kundera (1920-2010)
- Milan Kundera
- Jaroslav Kvapil

## L
- Pavel Landovský
- František Langer

## M
- Miloš Macourek
- Jiří Mahen (pr.i. Antonín Vančura)
- Vilém Mrštík

## N
- David Jan Novotný (scenarist)
- Václav Nývlt (scenarist)

## P
- František Pavlíček
- Halina Pawlowská
- Gustav Pfleger Moravský
- Jiří Procházka

## R
- Ema Řezáčová

## S
- Petra Soukupová
- Ladislav Stroupežnicky
- Zdeněk Svěrák

## Š
- Michal Šanda
- Fráňa Šrámek
- Jan Nepomuk Štěpánek
- František Adolf Šubert

## T
- Karel František Tománek
- Josef Topol
- Josef Kajetán Tyl

## U
- Milan Uhde

## V
- Vladislav Vančura
- Jan Kampánus Vodňanský
- Ivan Vyskočil

## W
- Jan Werich
- Jiří Wolker
- Frank Wollman

## Z
- Petr Zelenka
- Julius Zeyer